# 斉藤了介
斉藤 了介（さいとう りょうすけ、1966年（昭和41年）4月24日 - ）は、日本の政治家。齊藤了介とも表記している。 宮崎県の県議会議員。

## 来歴
宮崎県宮崎市生まれ。
延岡市城山幼稚園、延岡市立延岡小学校入学後、宮崎市立住吉小学校へ転校、宮崎市立国富小学校卒業。
宮崎市立本郷中学校卒業。
宮崎県立宮崎南高等学校卒業。
神楽酒造大阪支店勤務後、中央三井信不動産（現三井住友トラスト不動産大阪支店）勤務。

2007年4月　宮崎市議会議員選挙当選（1期）
2010年1月　宮崎市長選挙　落選
2011年4月　宮崎市議会議員選挙　トップ当選（2期）
2015年4月　宮崎市議会議員選挙　トップ当選（3期）
2019年4月　宮崎市議会議員選挙　トップ当選（4期）
2022年1月　宮崎市長選挙　落選
2023年4月　宮崎県議会議員選挙　当選

## 政策・主張
教育、人づくりを最大のテーマとしている。

## 人物
伯父の斉藤実美の選挙に関わったことから、政治家を志す。
妻と3人の子どもの5人家族。
熱い男として有名だが、周囲の支持者も同じように熱い男が多い。
猫好きの妻が貰ってきた猫を飼い始め、現在は２匹の猫を飼っている。

## 活動
毎週月曜日と水曜日の朝、継続している宮崎市の田吉と源藤交差点の交差点でのあいさつ運動は16年目になる。
また、小学校での「読み聞かせ」も16年目になる。
龍馬プロジェクト会員
一般社団法人宮崎県サッカー協会会長
林英臣政経塾塾祐
宮崎市体操協会会長
宮崎南高等学校元PTA会長